# 沃普尔吉斯之夜
瓦爾普吉斯之夜 (德語:Walpurgisnacht)，是圣瓦爾普吉斯之夜的缩写（来自德语： [zaŋkt valˈpʊʁɡɪsˌnaxt]），也称为圣瓦爾普加前夜（Saint Walpurga's Eve，或者拼写：Saint Walburga's Eve)，这是8世纪弗朗西亚女修道院圣瓦爾伯格（Saint Walburga）基督教节日的前夕，并于4月30日晚上和5月1日这一天庆祝。是广泛流行于中部和北部欧洲的一个传统的春季庆祝活动，也是紀念聖徒沃爾普加的一個基督教節日，举办于每年的4月30日晚至5月1日。庆祝活动通常是篝火晚会以及舞蹈演出。

## 起源

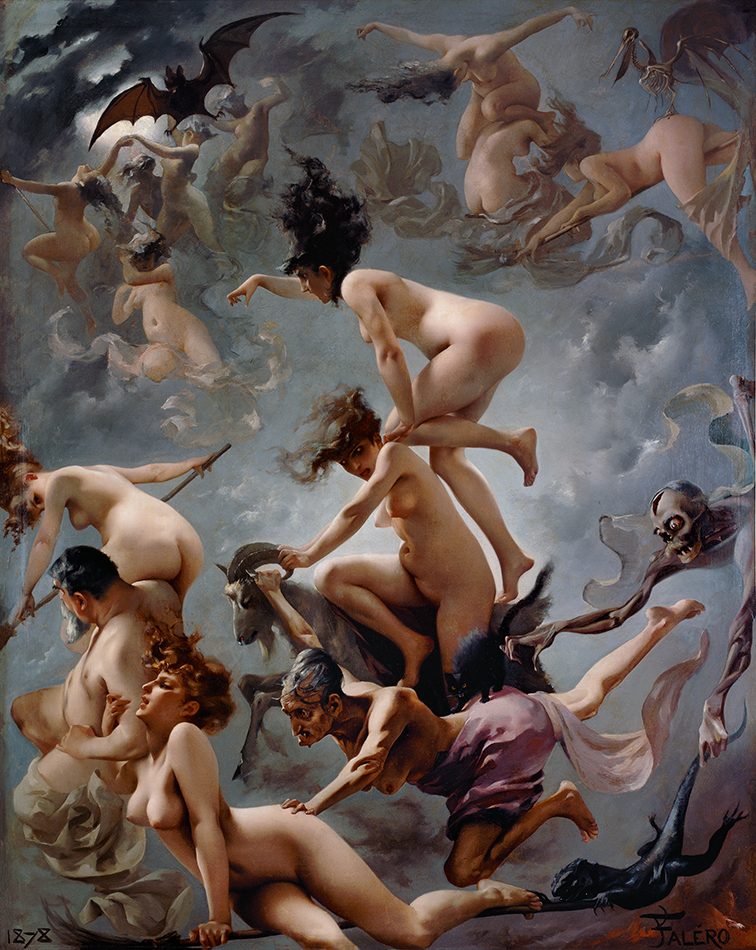
路易斯·里卡多·费雷罗：瓦爾普吉斯之夜，1878

现在大多数国家庆祝的瓦普尔吉斯之夜，名称来源于英国传教士聖瓦爾普加（约710－777或779年），她大约在870年的5月1日被封圣，同日其遺物被轉移安放在艾希施泰特。
在捷克，有關習俗可以追溯到基督教前時代。當時人們相信邪惡勢力在4月30日到5月1日的晚上擁有最大的力量。據說在這一夜，許多女巫會在空中飛舞並前往女巫大聚會，而女巫只能被大火殺死。為了趕走女巫並削弱她們的力量，有些地方會將點燃的掃帚或碎布球扔向空中；有些地方則象徵性地將稻草和木製的女巫扔進火裡。